# Alexandr Sokurov
Alexandr Nikolaievici Sokurov (în rusă Александр Николаевич Сокуров; n. 14 iunie 1951, Podorviha⁠(d), Irkutsky District⁠(d), RSFS Rusă, URSS) este un scenarist și regizor de film rus. Lucrările sale cele mai semnificative includ un lungmetraj istoric, Arca rusească (Russkiy kovcheg, 2002), filmat într-o singură secvență needitată, și Faust (2011), care a fost onorat cu Leul de Aur, cel mai important premiu pentru cel mai bun film de la Festivalul de Film de la Veneția. Este Artist al Poporului în Federația Rusă din februarie 2004.

## Viața și munca
Sokurov s-a născut în Podorviha, Oblastul Irkutsk, în Siberia, într-o familie de ofițeri militari. A absolvit Departamentul de Istorie al Universității Nijni Novgorod în 1974 și anul următor a intrat într-unul dintre studiourile Institutului de Stat pentru Cinematografie din Moscova (VGIK), la Facultatea de Știință Popularizată. Acolo s-a împrietenit cu A. Tarkovski și a fost profund influențat de filmul acestuia din 1975, Oglinda. Majoritatea filmelor artistice timpurii ale lui Sokurov au fost interzise de autoritățile sovietice. În perioada timpurie, a realizat numeroase documentare, printre care Dialogurile cu Soljenițîn și un reportaj despre apartamentul lui Grigori Kozințev din Sankt Petersburg. 
Teza sa de diplomă din 1978, Vocea solitară, o ecranizare după Andrei Platonov, a avut premiera peste 9 ani la a 40-a ediție a Festivalului internațional de film de la Lucarno unde a primit Leopardul de Bronz. Vocea solitară este închinat memoriei lui Andrei Tarkovski și, la fel ca în Dureroasa nepăsare, regizorul introduce în scenele sale secvențe de arhivă din filme documentare de epocă, dar fără a întrerupe filmul, ci articulându-se logic în strucura sa. Vocea solitară prezintă povestea de dragoste a unui soldat din Armata Roșie care, întors acasă, face cunoștință cu fiica fostei iubite a tatălui său.
Filmul său Dureroasa nepăsare (după piesă de teatru de George Bernard Shaw) a fost nominalizat la Ursul de Aur la cel de-al 37-lea Festival internațional de film din Berlin, în 1987. Dureroasa nepăsare este o meditație asupra destinului uman aruncat în vâltoarea istoriei și o meditație asupra binomului pace-război, printr-o alternare interesantă a piesei lui Shaw prin introducerea organică a flashurilor jurnalistice despre avatarurile celor care locuiesc într-o stranie casă-vapor.
Mamă și fiu (1997) a fost primul său lungmetraj de renume internațional. Acesta a fost înscris în cel de-al 20-lea Festival Internațional de Film de la Moscova, unde a câștigat premiul special Sf. Gheorghe de Argint. Acesta a fost continuat (ca o poveste în oglindă) de Tată și fiu (în 2003), care i-a încurcat pe critici cu homo-erotismul său implicit (deși Sokurov însuși a criticat această interpretare).
Susan Sontag a inclus două filme ale lui Sokurov printre primele zece filme cele mai preferate din anii 1990, spunând: „Nu mai există un alt regizor activ azi ale cărui filme să le admir atât de mult”.  În 2006, a primit premiul Master of Cinema la Festivalul International de Film Mannheim-Heidelberg (germană: Internationales Filmfestival Mannheim-Heidelberg).
Sokurov este un obișnuit al Festivalului de Film de la Cannes , iar patru dintre filmele sale au avut premiera mondială acolo. Cu toate acestea, până în 2011, Sokurov nu a câștigat premii importante la cele mai mari festivaluri internaționale de film. Pentru o lungă perioadă de timp, cel mai reușit film al său din punct de vedere comercial și critic a fost semi-documentarul Arca rusească (2002), apreciat în principal pentru imaginile sale vizual hipnotice și pentru filmarea sa într-o singură scenă continuă needitată. 
Sokurov a filmat o tetralogie care a explorat efectele corupte ale puterii. Primele trei părți au fost dedicate conducătorilor de seamă ai secolului al XX-lea: Moloch (1999), despre Hitler, Taurus (2001), despre Lenin și Soare (2005) despre Hirohito. În 2011, Sokurov a filmat ultima parte a seriei, Faust, o repovestire a tragediei lui Goethe. Filmul, care prezintă instinctele și schemele lui Faust în pofta sa după putere, a avut premiera la 8 septembrie 2011 în competiție la cel de-al 68-lea Festival Internațional de Film de la Veneția. Filmul a câștigat Leul de Aur, cel mai prestigios premiu al Festivalului de la Veneția. Producătorul Andrey Sigle a spus despre Faust că „filmul nu are o relevanță deosebită pentru evenimentele contemporane din lume - este stabilit la începutul secolului al XIX-lea -, dar reflectă încercările de durată ale lui Sokurov de a înțelege omul și forțele sale interioare”.
Lumea militară a fostei URSS este unul dintre interesele continue ale lui Sokurov, din cauza legăturilor sale personale cu subiectul și din cauza faptului că militarii au marcat viața unei mari părți a populației URSS. Trei dintre lucrările sale, Voci spirituale: din jurnalele unui război; Confesiune, Mărturia unui căpitan de vas și Visul soldatului se învârt în jurul vieții militare. Filmul Confesiune a fost proiectat la mai multe festivaluri de film independente, în timp ce celelalte două sunt practic necunoscute.
Filmul Zilele eclipsei (1988) este inspirat din lucrările științifico-fantastice ale fraților Arkadi și Boris Strugațki. Acesta, în limbajul alegoric al științifico-fantasticului, prezintă teroarea statului sovietic printr-o teroare extraterestră, drama rezultând din evoluția relațiilor dintre oameni în atmosfera stranie și primejdioasă a peisajului arid din Turkmenistan. Filmul Zilele eclipsei  este bazat pe romanul fraților Strugațki Un miliard de ani înainte de Apocalipsă (За миллиард лет до конца света).
În 1994, Sokurov a însoțit trupele ruse la un post de la frontiera dintre Tadjikistan și Afganistan. Rezultatul a fost Voci spirituale: din jurnalele unui război, o meditație cinematografică de 327 minute despre război și spiritul armatei ruse. Fotografia de peisaj este folosită în film, dar muzica (inclusiv lucrări de Mozart, Olivier Messiaen și Beethoven) și sunetul sunt, de asemenea, deosebit de importante. Jargonul soldaților și combinația de sunete de animale, suspine și alte sunete de localizare în ceață și alte efecte vizuale conferă filmului o senzație fantasmagorică. Filmul reunește toate elementele care caracterizează filmele lui Sokurov: scene îndelungate, filmări elaborate și metode de procesare a imaginilor, un amestec între documentar și ficțiune, importanța peisajului și simțul unui cineast care aduce pe ecran transcendența gesturilor de zi cu zi.
În călătoria din Rusia până la postul de frontieră, în film, frica nu părăsește niciodată fețele tinerilor soldați. Sokurov prinde truda lor fizică și dezolarea mentală, precum și ritualurile zilnice, cum ar fi mesele, împărțirea țigărilor, scrierea scrisorilor și îndatoririle de curățare a echipamentului. Nu există niciun început sau sfârșit la dialoguri; Sokurov neagă astfel structura narativă convențională. Partea finală a filmului sărbătorește sosirea Anului Nou, 1995, dar fericirea este trecătoare. A doua zi, totul rămâne la fel: așteptarea nesfârșită la un post de frontieră, frica și dezolarea.
În mini-seria în cinci părți Confesiune: Mărturia unui căpitan de vas (rusă: Повинность (из дневников командира Корабля, повествование в пяти частях), Sokurov filmează ofițeri din Marina Rusă, arătând monotonia și lipsa de libertate din viața lor de zi cu zi. Dialogul ne permite să urmărim reflecțiile unui comandant naval. Sokurov și echipajul său s-au deplasat la bordul unei nave de patrulare navale în misiune spre Kuvshinka, o bază navală din regiunea Murmansk, în Marea Barents. Restrânsă doar în spațiul limitat al unei nave ancorate în apele arctice, echipa i-a filmat pe marinari în timp ce aceștia își desfășurau activitățile de rutină.
Visul soldatului este un alt film al lui Sokurov care tratează teme militare. Nu are dialoguri. Acest film a rezultat de fapt din materialul editat pentru una dintre scenele din partea a treia a miniseriei Voci spirituale. Visul soldatului a fost proiectat la Festivalul Internațional de Scurtmetraj Oberhausen din Germania, în 1995 - când Voci spirituale se află încă la etapa de editare - ca un omagiu al lui Sokurov adus criticului de artă și istoricului Hans Schlegel, în recunoașterea contribuțiilor sale în sprijinul producătorilor de film din Europa de Est.
Majoritatea filmelor sale au o distribuție formată din actori amatori.
Din anii 2010, Sokurov  suferă de probleme severe ale vederii.
În cadrul unei ședințe din decembrie 2016 a Consiliului pentru Cultură și Arte, Sokurov a făcut apel la președintele Vladimir Putin pentru a reconsidera verdictul dat regizorului de film Oleh Sențov (20 de ani de închisoare, apel pe care Putin l-a refuzat).
În 2022, a condamnat acțiunile președintelui Vladimir Putin, care a declanșat un război în Ucraina.

## Filmografie

### Lungmetraje
| An   | Titlu              | Rol     | Rol       | Note                   |
| An   | Titlu              | Regizor | Scenarist | Note                   |
| ---- | ------------------ | ------- | --------- | ---------------------- |
| 1987 | Dureroasa nepăsare | Da      |           | produs în 1983         |
| 1987 | Vocea solitară     | Da      | Da        | produs în 1979         |
| 1988 | Zilele eclipsei    | Da      |           |                        |
| 1989 | Spasi i sokhrani   | Da      |           |                        |
| 1990 | Krug vtoroy        | Da      |           |                        |
| 1992 | Kamen              | Da      |           |                        |
| 1994 | Tikhiye stranitsy  | Da      | Da        |                        |
| 1997 | Mamă și fiu        | Da      |           |                        |
| 1999 | Moloch             | Da      |           |                        |
| 2001 | Taurus             | Da      |           | și director de imagine |
| 2002 | Arca rusească      | Da      | Da        |                        |
| 2003 | Tată și fiu        | Da      |           |                        |
| 2005 | Soare              | Da      |           | și director de imagine |
| 2007 | Alexandra          | Da      | Da        |                        |
| 2011 | Faust              | Da      | Da        |                        |
| 2015 | Francofonia        | Da      | Da        |                        |

### Alte lucrări
- Razzhalovannyy (Разжалованный, 1980)
- Sonata pentru alto (pentru Dmitri Șostakovici) (1981)[5]
- Ampir (Ампир, 1986)
- Elegie (1986)
- Nmic mai mult (1987)[5]
- Ofranda serii (1987)[5]
- Răbdare și muncă (1987)[5]
- Maria (Elegia țăranului) (1988)
- Elegie pentru Moscova (1988)[5]
- Sonata pentru Hitler (1989)
- Elegie sovietică (1989)
- Petersburg Elegy (1990)
- Spre evenimentele din Transcaucasia (1990)
- O simplă elegie (1990)
- Leningradskaya retrospektiva (1957–1990) (1990)
- Un exemplu de intonație (1991)
- Elegie din Russia (1992)
- Visul soldatului (1995)
- Voci spirituale (1995)
- Elegie orientală (1996)
- Robert. O viață norocoasă (1997)
- O viață umilă (1997)
- Jurnalul din Sankt Petersburg: Inaugurarea unui monument la Dostoievski (1997)
- Jurnalul din Sankt Petersburg: apartamentul lui Kosintsev (1998)
- Confesiune (1998)
- Dialogurile cu Solzhenitsyn (1998)
- -dolce ... (1999)
- Elegy of a Voyage (2001)
- Jurnalul din Sankt Petersburg: Mozart. Recviem (2004)
- Elegia unei vieți: Rostropovici, Vișnevskaya (2006)

### Premii
- Festivalul Internațional de Film de la Locarno, Leopardul de bronz ( The Singely Voice of Man, 1987)
- Festivalul Internațional de Film de la Moscova, Premiul FIPRESCI (în afara competiției, The Singely Voice of Man, 1987)
- Festivalul Internațional de Film de la Berlin, Premiul programului special al Forumului ( Days of Eclipse, 1989)
- Festivalul Internațional de Film Rotterdam, Premiul FIPRESCI, Premiul KNF (Elegy, A Simple Elegy, 1991)
- Premiul de stat al Federației Ruse ( Mama și fiul, 1997)
- Premiul de Stat al Federației Ruse ( Moloch, Taur, 2001)
- Premiul criticii de breaslă din Rusia pentru cel mai bun regizor ( Taur, 2001)
- Premiul Nika pentru cel mai bun regizor și cea mai bună imagine ( Taur, 2001)
- Festivalul Internațional de Film de la Toronto, IFC Vision Award ( Russian Ark, 2002)
- Festivalul Internațional de Film de la São Paulo, Premiul special pentru realizări de-o viață (2002)
- Festivalul de la Cannes, premiul FIPRESCI ( Tată și fiu, 2003)
- Asociația Criticilor de Film din Argentina, Premiul Condor de Argint ( Russian Ark, 2004)
- Festivalul Internațional de Film din Yerevan, Caise de Aur pentru cea mai bună imagine ( Soarele, 2005)
- Festivalul Internațional de Film Locarno, Leopard of Honor pentru realizări de-o viață (2006)
- Festivalul de film de la Veneția, Premiul Robert Bresson pentru căutarea spirituală și promovarea culturii umane (2007)
- Festivalul de film de la Veneția, Leul de Aur pentru cea mai bună imagine ( Faust, 2011)
- FEST, Premiul Câștigătorului Belgradului pentru realizări de-o viață la arta filmului
- Festivalul Internațional de Film de la Kerala, Premiul Lifetime Achievement pentru realizări de-o viață la cinematografia mondială (2017)